# Nolan Hoffman
Nolan Hoffman, né le 23 avril 1985 à Franschhoek, est un coureur cycliste sud-africain. 

## Biographie
Il a été contrôlé positif le 18 octobre 2009 et suspendu jusqu'au 17 avril 2011.

## Palmarès sur route

### Par années
- 2003
  - 3e étape du Tour d'Égypte (contre-la-montre par équipes)
- 2006
  - 5e étape du Tour de l'île de Chongming
  - 2e du Powerade Dome 2 Dome Cycling Spectacular
- 2008
  - 9e étape du Tour de Corée-Japon
  - Powerade Dome 2 Dome Cycling Spectacular
- 2009
  - 1re étape du Tour de Corée
- 2011
  -  Médaillé d'or de la course en ligne aux Jeux africains
  -  Médaillé d'or du contre-la-montre par équipes aux Jeux africains (avec Jay Thomson, Reinardt Janse van Rensburg et Darren Lill)
  - Amashova Durban Classic
- 2013
  - Amashova Durban Classic
- 2014
  - 7e étape du Tour of America's Dairyland
  - Amashova Durban Classic
- 2015
  - Amashova Durban Classic
- 2016
  - 1re étape du Tour de Bonne-Espérance
  - Amashova Durban Classic
- 2017
  - Amashova Durban Classic
- 2018
  - 1re étape du Tour de Bonne-Espérance
  - 100 Cycle Challenge
  - Amashova Durban Classic
- 2019
  - 1re étape du Tour de Bonne-Espérance
  - 2e de la Nedbank Cycle Classic
  - 3e du 100 Cycle Challenge
- 2020
  - 3e étape du Tour de Bonne-Espérance

### Classements mondiaux
| Année           | 2005 | 2006 | 2007 | 2008 | 2009  | 2010 | 2011 | 2012 | 2013 | 2014 | 2015 | 2016 | 2017 |
| --------------- | ---- | ---- | ---- | ---- | ----- | ---- | ---- | ---- | ---- | ---- | ---- | ---- | ---- |
| UCI Africa Tour | 44e  | 67e  | 35e  | 27e  | 58e   |      |      | 94e  | 179e | 179e | 137e |      | 98e  |
| UCI Asia Tour   |      | 44e  |      | 51e  | 39e   |      |      |      |      |      |      |      |      |
| UCI Europe Tour |      |      |      |      | 1201e |      |      |      |      |      |      |      |      |

## Palmarès sur piste

### Championnats du monde
- Melbourne 2012
  -  Médaillé d'argent du scratch
- Cali 2014
  - 5e du scratch

### Championnats du monde "B"
- 2007
  -  Médaillé de bronze de la course aux points

### Championnats d'Afrique
- Pietermaritzburg 2015
  -  Champion d'Afrique de la course aux points
  -  Champion d'Afrique du scratch
  -  Champion d'Afrique de l'américaine (avec Morne van Niekerk)
- Durban 2017
  -  Champion d'Afrique de poursuite par équipes (avec Steven van Heerden, Jean Spies et Joshua van Wyk)
  -  Champion d'Afrique de l'américaine (avec Steven van Heerden)
  -  Champion d'Afrique de l'omnium
  -  Médaillé d'argent du scratch

### Championnats nationaux
- 2011
  -  Champion d'Afrique du Sud de la course aux points
  -  Champion d'Afrique du Sud du scratch
  -  Champion d'Afrique du Sud de poursuite par équipes (avec Clint Hendricks, James Perry et Jean Spies)
  -  Champion d'Afrique du Sud de l'américaine (avec Dean Edwards)
- 2012
  -  Champion d'Afrique du Sud de la course aux points
  -  Champion d'Afrique du Sud du scratch
  -  Champion d'Afrique du Sud de l'omnium
- 2013
  -  Champion d'Afrique du Sud de poursuite par équipes (avec Kellan Gouveris, James Perry et Jevandre Pauls)
  -  Champion d'Afrique du Sud du scratch
  -  Champion d'Afrique du Sud de l'omnium
- 2016
  -  Champion d'Afrique du Sud de poursuite par équipes (avec David Maree, Morne van Niekerk et Reynard Butler)
- 2017
  -  Champion d'Afrique du Sud de l'élimination
  -  Champion d'Afrique du Sud du scratch
- 2018
  -  Champion d'Afrique du Sud de poursuite par équipes (avec Steven van Heerden, David Maree et Gert Fouche)
  -  Champion d'Afrique du Sud de l'américaine (avec Steven van Heerden)
- 2019
  -  Champion d'Afrique du Sud de l'américaine (avec Clint Hendricks)